# Hughson
Hughson est une ville du comté de Stanislaus en Californie, aux États-Unis.

## Démographie
| 1960  | 1970  | 1980  | 1990  | 2000  | 2010  |
| ----- | ----- | ----- | ----- | ----- | ----- |
| 1 898 | 2 144 | 2 943 | 3 259 | 3 980 | 6 640 |

| 2020  | - | - | - | - | - |
| ----- | - | - | - | - | - |
| 7 481 | - | - | - | - | - |